# Drapetodes
Drapetodes is een geslacht van vlinders van de familie eenstaartjes (Drepanidae), uit de onderfamilie Drepaninae.

## Soorten
- D. barlowi Holloway, 1998
- D. circumscripta Warren, 1922
- D. croceago Hampson, 1895
- D. deumbrata Warren, 1922
- D. fratercula Moore, 1887
- D. interlineata Warren, 1896
- D. lunulata Warren, 1896
- D. magnifica Swinhoe, 1902
- D. matulata Felder, 1874
- D. mitaria Guenée, 1857
- D. nummularia Snellen, 1889